# Liste der Monuments historiques in Reigny
Die Liste der Monuments historiques in Reigny führt die Monuments historiques in der französischen Gemeinde Reigny auf.

## Liste der Objekte
| Bezeichnung | Beschreibung                | Standort                       | Kennzeichnung | Schutzstatus | Datum | Bild |
| ----------- | --------------------------- | ------------------------------ | ------------- | ------------ | ----- | ---- |
| Beichtstuhl | Eichenholz, 18. Jahrhundert | in der Kirche St-Martin (Lage) | PM18000311    | Classé       | 1948  |      |